# Atlanta pulchella
Atlanta pulchella är en snäckart som beskrevs av Addison Emery Verrill 1884. Atlanta pulchella ingår i släktet Atlanta och familjen Atlantidae. Inga underarter finns listade i Catalogue of Life.